# USS Darter (SS-227)
| «Дартер» | «Дартер» | «Дартер» |
| --- | --- | --- |
| USS Darter (SS-227) | | |
| | | |
| Американський ПЧ «Дартер» у момент спуску на воду. 6 червня 1943 | | |
| Верф | General Dynamics Electric Boat, Гротон, Коннектикут                                                                         | General Dynamics Electric Boat, Гротон, Коннектикут                                                                         |
| Під прапором | США | США |
| Належність | ВМС США | ВМС США |
| Порт приписки | Нью-Лондон, Перл-Гарбор, Брисбен                                                                                            | Нью-Лондон, Перл-Гарбор, Брисбен                                                                                            |
| На честь | риби підродини дартерових родини окуневих                                                                                   | риби підродини дартерових родини окуневих                                                                                   |
| Замовлення | 9 вересня 1940 | 9 вересня 1940 |
| Закладений | 20 жовтня 1942 | 20 жовтня 1942 |
| Спуск на воду | 6 червня 1943 | 6 червня 1943 |
| Введений до складу флоту | 7 вересня 1943 | 7 вересня 1943 |
| На службі | 1943—1944 | 1943—1944 |
| Сучасний статус | 24 жовтня 1944 року пошкоджений унаслідок потрапляння на мілину поблизу філіппінського острова Палаван; затоплений екіпажем | 24 жовтня 1944 року пошкоджений унаслідок потрапляння на мілину поблизу філіппінського острова Палаван; затоплений екіпажем |
| Бойовий досвід | Друга світова війна Тихоокеанський ТВД                                                                                      | Друга світова війна Тихоокеанський ТВД                                                                                      |
| Нагороди | 4 бойових зірки | 4 бойових зірки |
| Проєкт | | |
| Тип ПЧ | дизель-електричний торпедний ДПЧ                                                                                            | дизель-електричний торпедний ДПЧ                                                                                            |
| Розробник проєкту | Electric Boat | Electric Boat |
| Основні характеристики | | |
| Швидкість (надводна) | 21 вузол (39 км/год) | 21 вузол (39 км/год) |
| Швидкість (підводна) | 9 вузлів (17 км/год) | 9 вузлів (17 км/год) |
| Робоча глибина занурення | 60 м | 60 м |
| Гранична глибина занурення | 91 м | 91 м |
| Дальність плавання | 11 000 миль (20 000 км) на швидкості 10 вузлів (18,6 км/год) (надводна)                                                     | 11 000 миль (20 000 км) на швидкості 10 вузлів (18,6 км/год) (надводна)                                                     |
| Автономність плавання | 48 годин на швидкості 2 вузли (3,7 км/год) 75 днів                                                                          | 48 годин на швидкості 2 вузли (3,7 км/год) 75 днів                                                                          |
| Екіпаж | 60 офіцерів та матросів | 60 офіцерів та матросів |
| Розміри | | |
| Довжина найбільша (по КВЛ) | 95,02 м | 95,02 м |
| Ширина корпусу найб. | 8,31 м | 8,31 м |
| Середня осадка (по КВЛ) | 5,2 м | 5,2 м |
| Водотоннажність надводна | 1 510 т | 1 510 т |
| Водотоннажність підводна | 2 090 т | 2 090 т |
| Силова установка | | |
| дизель-електрична; 4 × головні дизельних двигуни Electro-Motive Diesel Model 16-248 2 × 126-секційні хімічних батареї типу «Сарго» 4 × високошвидкісні електродвигуни General Electric з редукторами | | |
| Гвинти | 2 | 2 |
| Потужність | 2 740-5400 к.с. | 2 740-5400 к.с. |
| Озброєння | | |
| Артилерія | 1 × 76-мм палубна гармата / 50 калібрів                                                                                     | 1 × 76-мм палубна гармата / 50 калібрів                                                                                     |
| Торпедно- мінне озброєння | 10 × 533-мм торпедних апаратів 16 торпед 2 × 1016-мм мінних загороджувачі (60 мін)                                          | 10 × 533-мм торпедних апаратів 16 торпед 2 × 1016-мм мінних загороджувачі (60 мін)                                          |
| ППО | 1 × 40-мм зенітна гармата Bofors L60 1 × 20-мм автоматична зенітна гармата «Ерлікон»                                        | 1 × 40-мм зенітна гармата Bofors L60 1 × 20-мм автоматична зенітна гармата «Ерлікон»                                        |

«Дартер» (англ. USS Darter (SS-227) — американський дизель-електричний океанський підводний човен типу «Гато», що перебував у складі військово-морських сил США у роки Другої світової війни.

## Історія створення
«Дартер» був закладений 20 жовтня 1942 року на верфі компанії General Dynamics Electric Boat у місті Гротон, штат Коннектикут. 6 червня 1943 року він був спущений на воду, а 7 вересня 1943 року увійшов до складу ВМС США.

## Історія служби
31 жовтня 1943 року «Дартер» вирушив з Нью-Лондона до Перл-Гарбора, куди прибув 26 листопада.
21 грудня 1943 року підводний човен вийшов у перший бойовий похід, вийшовши на патрулювання на японські судноплавні комунікації південніше та західніше від Трука. Це патрулювання було двічі перервано для ремонту: у Перл-Гарборі з 29 грудня 1943 року по 3 січня 1944 року та на Тулагі та в Мілн-Беї з 30 січня по 8 лютого. 12 січня корабель провів розвідку обстановки біля Еніветоку, а наступного дня провів невдалу торпедну атаку на велике судно й був негайно контратакований глибинними бомбами кораблів ескорту. 17 лютого 1944 року «Дартер» вийшов на позицію в 30 милях на північний захід від атолу Трук, у контексті проведення операції «Хейлстоун», американського рейду на японську якірну стоянку в лагуні Трук. Після прибуття на станцію він занурився о 06:36, щоб підстерігати японські судна, які намагалися втекти на захід.
З 21 березня до 23 травня та з 21 червня до 8 серпня 1944 року човен здійснив другий та третій бойові походи відповідно. 30 березня він потопив японське вантажне судно. 29 червня 1944 року «Дартер» потопив мінний загороджувач «Цугару» біля Моротаї, і в результаті знову зазнав потужного удару глибинними бомбами.
1 вересня 1944 року «Дартер» у парі з «Дейс» вирушив з Брисбена у свій четвертий похід. У пошуках цілей вони патрулювали море Сулавесі і Південнокитайське море, повернулися до Дарвіна, щоб заправити паливом і зробити дрібний ремонт 10 вересня, а потім повернувся до моря Сулавесі. 1 жовтня разом з «Дейсом» корабель вийшов у патрулювання до Південно-Китайського моря в контексті підготовки до запланованого вторгнення американських військ на Лейте. 12 жовтня він атакував танкерний конвой, а 21 жовтня попрямував з «Дейсом» до Балабакської протоки, щоб спостерігати за японськими кораблями, які рухалися для перевезення підкріплень на Філіппіни або для нападу на десант.
21 жовтня після опівночі «Дартер» і «Дейс» помічають у Балабакській протоці три швидкісні важкі військові кораблі, які починають переслідувати та утримувати з ними радіолокаційний контакт. 22 жовтня 1944 року вночі на радарах було помічено основну оперативну групу, японські військові кораблі групи А «Центральних сил». Негайно «Дартер» надіслав звіт про зв'язок, і підводні човни, що спливли, рушили на повній швидкості, щоб зайняти позицію для атаки на світанку. Принаймні одне повідомлення було перехоплено радистом на борту «Ямато», але Такео Куріта вжив заходів безпеки.
23 жовтня на світанку почався бій у Палаванській протоці на початку битви в затоці Лейте. О 05:24 «Дартер» випустив залп із шести торпед, принаймні чотири з яких влучили у флагман Куріти, важкий крейсер «Атаго». Десять хвилин потому, використовуючи свої кормові торпедні апарати для запуску ще однієї серії торпед, «Дартер» завдав двох ударів по кораблю-побратиму «Атаго», крейсеру «Такао». О 05:56 «Дейс» зробив чотири торпедних атаки по важкому крейсеру «Мая» (однотипний з «Атаго» і «Такао»). «Атаго» і «Мая» швидко загинули зі значними людськими втратами. «Атаго» затонув так швидко, що Куріта був змушений пливти, щоб вижити, доки його не врятував японський есмінець «Кісінамі», а потім адмірал перемістився на лінкор «Ямато».
24 жовтня після опівночі під час стеження за пошкодженим «Такао» «Дартер» випадково сильно сів на ґрунт на Бомбейській мілині в Палаванському проході. Після цього «Дейс» спробував зняти його з рифу, але йому це не вдалося. На борту було знищено всі таємні документи та обладнання та розміщено підривні заряди. Весь екіпаж залишив підводний човен і використав рятувальні плоти, щоб дістатися до «Дейс», де розмістився на палубі.
Підривні заряди на борту «Дартера» не змогли знищити підводний човен. «Дейс» випустив торпеди по «Дартеру», але вони вибухнули на рифі. Після цього «Дейс» 21 раз обстріляв підводний човен зі своєї 3-дюймової палубної гармати. 6 листопада 1944 року екіпаж «Дартера» на борту «Дейса» досяг Фрімантла і пізніше був призначений на «Менхеден».